# AMC Networks International Benelux
AMC Networks International Benelux ging am 8. Juli 2014 aus Chello Benelux hervor. Das Medienunternehmen ist ein Tochterunternehmen von AMC Networks International Central Europe und betreibt unter anderem mehrere PayTV-Sender, wie z. B. AMC Benelux.